# Syndrome de Wallenberg
 Mise en garde médicale
Pour les articles homonymes, voir Wallenberg.
Le syndrome de Wallenberg ou syndrome de la fossette latérale du bulbe est une atteinte hémorragique ou ischémique du territoire vascularisé par l'artère cérébelleuse postéro-inférieure (PICA).

## Mécanisme
La portion dorsolatérale de la moelle allongée est vascularisée par l’artère cérébelleuse postérieure inférieure (PICA) et contient entre autres les noyaux vestibulaires, les fibres descendantes hypothalamiques (contrôle du système nerveux autonome sympathique), le noyau du nerf trijumeau spinal et son tractus, le noyau ambigu (noyau du moteur des nerfs IX, X et XI), le pédoncule cérébelleux inférieur et les fibres du système antérolatéral (spinothalamique, spinoréticulaire et spinomésencéphalique).

## Diagnostic

### Clinique

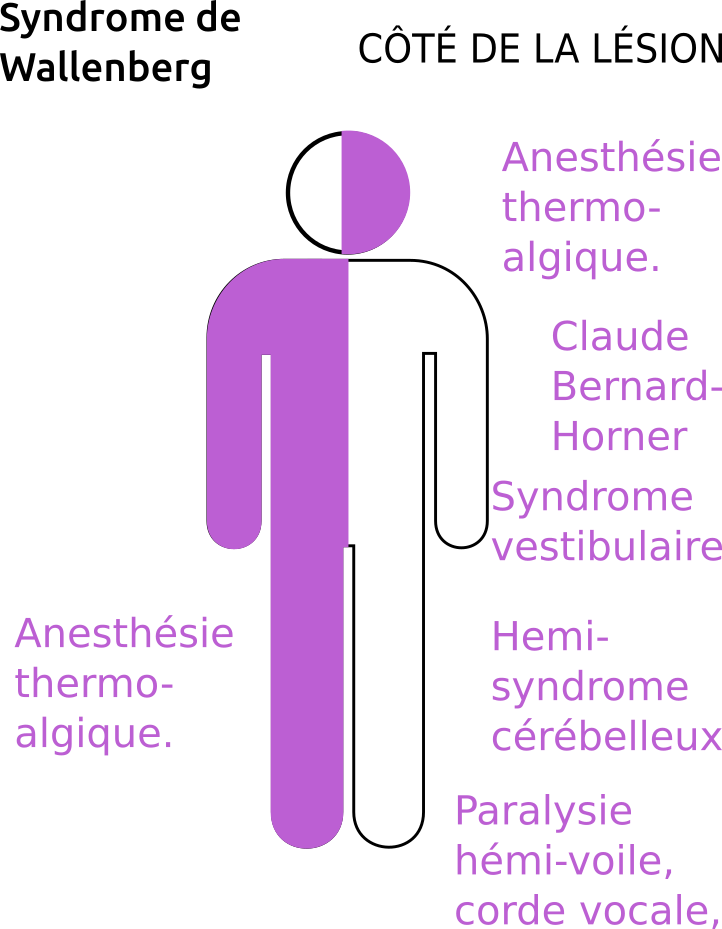
Stickerman modifié pour présenter le syndrome clinique de Wallenberg.

Les signes apparaissent, en général, rapidement avec de grands vertiges, des céphalées à prédominance postérieure, des troubles de la déglutition et de la phonation, des vomissements et parfois un hoquet.
Le tableau clinique complet comporte à la fois des signes neurologiques du côté de la lésion, mais aussi du côté opposé.

#### Opposés à la lésion
On note du côté contro-latéral à la lésion une anesthésie à la chaleur et de la douleur de tout l'hémicorps, plus marquées au niveau des membres et épargnant la face.
Cette expression clinique est due à la lésion du faisceau spinothalamique.

#### Du côté de la lésion
Du côté de la lésion on pourra noter une anesthésie à la chaleur ainsi qu'à la douleur au niveau de la face (par atteinte du trijumeau).
On pourra aussi relever :
- un syndrome de Claude-Bernard-Horner ;
- une paralysie de :
  - l'hémi-voile,
  - l'hémi-pharynx,
  - de la corde vocale,
- un syndrome vestibulaire ;
- un hémi-syndrome cérébelleux.

### Examens complémentaires

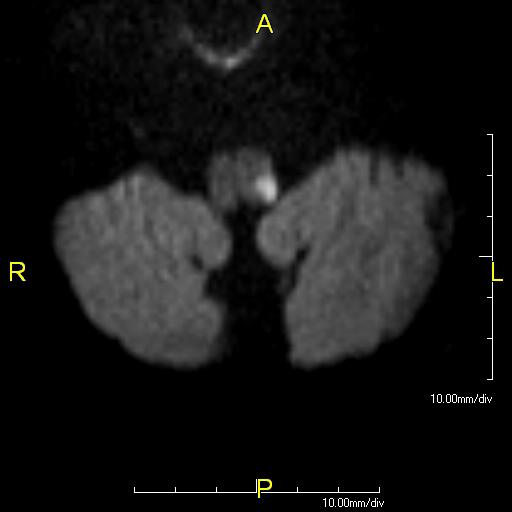
IRM en séquence de diffusion montrant un infarctus récent de l'artère cérébelleuse postéro-inférieure gauche.

La lésion sera le mieux vue sur une IRM cérébrale.

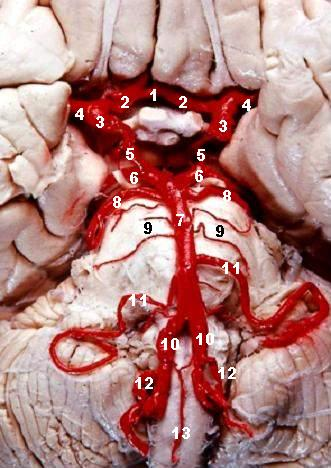
Apport vasculaire du tronc cérébral humain. PICA est le no 12.

## Causes
Les principales causes sont des infarctus latéralisés de la zone se situant entre la moelle allongée (ou bulbe) et le pont, notamment au niveau de la région latérale rétro-olivaire. Cette région particulière est irriguée par l'artère de la fossette latérale qui peut émerger de la PICA ou de l'artère vertébrale.
Plusieurs raisons peuvent conduire à un infarcissement de la zone. La principale cause peut varier selon les sources :
- thrombus artério-embolique des artères vertébrales et basilaires selon le British Medical Journal[4] ;

- dissection de l'artère vertébrale selon l'académie nationale de médecine[3].

Mais il est aussi possible que cela soit dû à une lésion tumorale (qui peut comprimer l'artère), une cause infectieuse, traumatique, inflammatoire, ou plus rarement par démyélinisation.
Le système vasculaire de cette région peut varier d'un individu à l'autre, expliquant que de nombreuses formes incomplètes soient possibles via un maintien partiel de la vascularisation. Ou au contraire des formes conduisant rapidement à un ramollissement cérébral.

## Origines du nom
Ce syndrome doit son nom au Dr Adolf Wallenberg, médecin interniste et neurologue,.
Bien que la description clinique de ce syndrome ait été faite par le Dr Gaspard Vieusseux en 1810, c'est à la suite des travaux et publications de recherches anapathologistes du Dr Wallenberg sur l'artère PICA que le nom de ce syndrome lui a été attribué.